# Melanostomias melanopogon
Melanostomias melanopogon és una espècie de peix de la família dels estòmids i de l'ordre dels estomiformes.

## Morfologia
- Els mascles poden assolir 15,3 cm de longitud total.[3][4]

## Hàbitat
És un peix marí i d'aigües profundes.

## Distribució geogràfica
Es troba a l'Atlàntic oriental (24°N 20°W, a prop de Mauritània) i l'Atlàntic occidental (des dels Estats Units fins a Cuba).